# Roman Jamrógiewicz
Roman Mieczysław Jamrógiewicz (ur. 19 lipca 1877 w Samborze) – polski nauczyciel.

## Życiorys
Urodził się 19 lipca 1877 w Samborze. Był synem profesora gimnazjalnego Mieczysława Jamrógiewicza (1848-1914) i Romany z domu Heriadin (córka Romana Heriadina, nadkontrolera pocztowego). Miał rodzeństwo: Władysława Witolda (ur. 1882), Zdzisławę Justynę (ur. 1884), Kazimierza Franciszka (ur. 1886), Joannę Leopoldynę (ur. 1888).
W 1888 ukończył I klasę w C. K. Gimnazjum w Sanoku (tam w latach 1880-1888 dyrektorem był jego ojciec). Po przeniesieniu ojca w 1888 do C. K. IV Gimnazjum we Lwowie kształcił się w tej szkole, gdzie w 1894 ukończył VII klasę, a w 1895 ukończył VIII klasę i zdał egzamin dojrzałości z odznaczeniem.
Złożył egzamin nauczycielski 3 grudnia 1899. Podobnie jak ojciec został nauczycielem matematyki i fizyki. Podjął pracę nauczyciela 1 lutego 1900. Reskryptem C. K. Rady Szkolnej Krajowej z 27 stycznia 1900 jako kandydat stanu nauczycielskiego został mianowany zastępcą nauczyciela w C. K. Gimnazjum w Sanoku. Uczył tam języka polskiego, matematyki, fizyki. Reskryptem C. K. Rady Szkolnej Krajowej z 25 lipca 1900 został przeniesiony do C. K. V Gimnazjum we Lwowie. Stamtąd reskryptem C. K. Rady Szkolnej Krajowej z 25 czerwca 1901 został przeniesiony jako zastępca nauczyciela do C. K. Gimnazjum w Bochni i mianowany tamże nauczycielem rzeczywistym. Uczył tam matematyki, fizyki, był zawiadowcą gabinetu fizykalnego, ponadto przejściowo wykładał logikę.
Dekretem C. K. Ministra Wyznań i Oświaty z 19 czerwca 1905 otrzymał posadę nauczyciela w C. K. III Gimnazjum w Krakowie. W szkole uczył matematyki, fizyki, był zawiadowcą zbioru książek szkolnych dla ubogiej młodzieży, był kuratorem Studenckiego Kółka Turystycznego i orkiestry smyczkowej, potem uczył też propedeutyki filozoficznej. Przed 1905 uzyskał stopień doktora filozofii. Otrzymał tytuł c. k. profesora, a 25 lipca 1907 otrzymał VIII rangę służbową. Pozostawał profesorem III Gimnazjum także po wybuchu I wojny światowej. Po przejściu na urlop zdrowotny dyrektora Tomasza Sołtysika 19 lipca 1916 powierzono mu zastępstwo tego stanowiska, po śmierci dyrektora i mianowaniu kierownika Dymitra Czechowskiego w sierpniu 1916, otrzymał 24 września tego roku obowiązki pomocy kancelaryjnej w dyrekcji na okres dwóch lat i pełnił funkcję doradcy fachowego dyrekcji. W roku szkolnym 1917/1918 otrzymał czasowe zwolnienie od służby wojskowej dla potrzeb szkolnych. Przed 1918 został odznaczony austro-węgierskim Krzyżem Jubileuszowym dla Cywilnych Funkcjonariuszów Państwowych.
Po odzyskaniu przez Polskę niepodległości (1918) i nastaniu II Rzeczypospolitej pozostawał profesorem przemianowanego Państwowego Gimnazyum im. Króla Jana III Sobieskiego w Krakowie, w którym prócz nauczania (matematyka, propedeutyki filozofii) był doradcą fachowym, pomocnikiem kancelaryjnym i administracyjnym dyrektora Wiktora Schmidta, od 6 marca do 7 kwietnia 1919 był jego zastępcą, a od 23 kwietnia 1919 prowadził agendy kancelaryjne. Od 1 września 1919 do 31 lipca 1920 był dyrektorem i Państwowego Gimnazjum w Wągrowcu i przeprowadził jego repolonizacji. Od 1 października 1920 do 1924 był kierownikiem Komunalnego Gimnazjum Męskiego Sejmiku Powiatowego w Makowie Łomżyńskim. Potem był profesorem VII Państwowego Gimnazjum im. Tadeusza Kościuszki we Lwowie. Pozostając na etacie w VII Państwowym Gimnazjum jednocześnie uczył matematyki i fizyki w Seminarium Nauczycielskim Żeńskim we Lwowie oraz fizyki w Gimnazjum Żeńskim im. Zofii Strzałkowskiej we Lwowie. Ze stanowiska profesora VII Gimnazjum został przeniesiony w stan spoczynku w 1932.
Podczas pracy w Krakowie był skarbnikiem oddziału Towarzystwa Nauczycieli Szkół Wyższych, a także w 1912 był członkiem komisji rewizyjnej zarządu klubu sportowego Wisła Kraków. Uczestniczył w Pierwszym Polskim Zjeździe Matematycznym we Lwowie w dniach 7-10 września 1927. Został członkiem komitetu ogólnego na jubileusz 50-lecia IV Gimnazjum im. Jana Długosza we Lwowie w 1928. 11 lutego 1928 został wybrany członkiem zarządu Koła Lwowskiego Towarzystwa Nauczycieli Szkół Średnich i Wyższych.

## Publikacje
- O powierzchni Kummera (Kummersflächae) (1900)[54]
- Geometrja poglądowa. Stopień niższy z licznemi ryc. w tekście i z siatką sześcianu na kartonie (1901, 1912, 1918, 1920, oraz Kazimierz Strutyński)[55][56][57]
- O najmniejszych powierzchniach (główniejsze definicye i pojęcia) (1903)[58][57]
- Poglądowa nauka o przestrzeni (1910)[59]
- Autonomia szkolna wraz z projektem organizacyi gminy szkolnej w gimnazyum III. w Krakowie (1911)[60]
- Lekcje języka łacińskiego w w. XVII (w: „Kwartalnik Klasyczny” Tom 1, Nr 1 z 1927)[61]
- Et haec olim meminisse iuvabit... (w: Księga pamiątkowa 50-lecia Gimnazjum im. Jana Długosza we Lwowie, 1928)[62]
- Szkice psychologiczne (w: „Filomata”, L. 12/1930)[63]
- Lekcje języka łacińskiego w w. XVII (w: „Kwartalnik Klasyczny”, Z. 1/1927)[64]
- Klasyfikacja uczniów z końcem XVI wieku (w: „Kwartalnik Klasyczny”, Z. 2/1928)[65]

Jako pisarz posługiwał się pseudonimem Dr R. J..